# Diaea multimaculata
Diaea multimaculata là một loài nhện trong họ Thomisidae.
Loài này thuộc chi Diaea. Diaea multimaculata được William Joseph Rainbow miêu tả năm 1904.